# 플라이휠

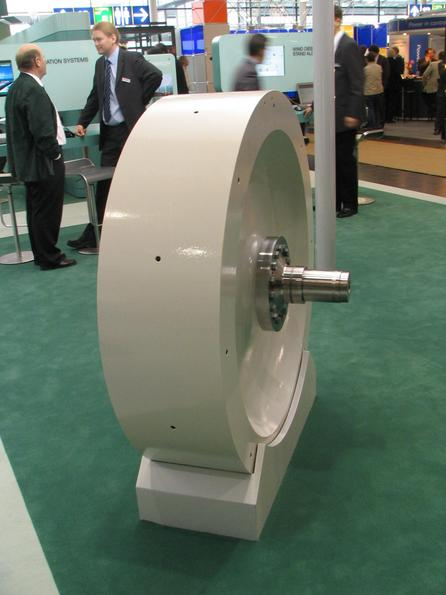
산업 플라이휠

플라이휠은 회전 에너지를 저장하는데 사용되는 회전 기계 장치이다. 플라이휠에 축척된 에너지의 양이 그 회전 속도의 제곱에 비례한다. 플라이휠의 일반적인 사용은 다음과 같다.
- 연속적인 에너지를 제공하는 에너지원은 불연속인 경우.

예를 들면, 플라이휠은 엔진의 에너지원, 토크가 간헐적이기 때문에 왕복 기관에서 사용된다.
- 연속적인 에너지원이 능력 이상의 속도로 에너지를 전달하는 경우.

이것은 에너지 공급원의 능력을 초과하는 속도로, 시간 경과에 따라 플라이휠 에너지를 수집하고 신속하게 에너지를 방출함으로써 이루어진다.
- 기계 시스템의 방향을 제어하는 경우.

인공위성 등의 물체가 방향을 제어할 때 플라이 휠에 토크를 가함으로서 생기는 반작용으로 자세를 바꾼다.
플라이휠은 전형적으로 강철로 제조되고 종래의 베어링에서 회전한다. 다음은 일반적으로 몇 천 RPM의 회전 속도로 제한된다. 일부 현대 플라이휠은 탄소 섬유 재료로 제조되고 최대 60,000 RPM의 속도로 회전할 수 있도록 자기 베어링을 사용한다. 탄소 복합 플라이휠 베터리는 최근에 제조되고 주류 자동차에서 실제 시험이 가능한 것으로 증명된다. 또한, 자체의 처리는 더 환경 친화적이다.

## 같이 보기
- 클러치
- 피젯 스피너
- 관성 모멘트 목록